# Yosuke Nishi
Yosuke Nishi (西 洋祐 Nishi Yosuke?), född 12 maj 1983 i Miyagi prefektur, är en japansk före detta fotbollsspelare.
Nishi började sin karriär 2002 i Vegalta Sendai. Efter Vegalta Sendai spelade han för Grulla Morioka och Sony Sendai. Han avslutade karriären 200.